# Agen-d'Aveyron

Agen-d'Aveyron este o comună în departamentul Aveyron din sudul Franței. În 1 ianuarie 2022 avea o populație de 1.120 de locuitori.